# Barro Duro
Pour les articles homonymes, voir Duro.
Barro Duro est une municipalité brésilienne située dans l'État du Piauí.